# Löjliga familjerna (TV-program)
Löjliga familjerna är ett svenskt TV-program som hade sändningspremiär i SVT 1970. En pappersdocklek som bygger på boken om samma familj. Medverkade gjorde Olof Landström, Gunnel Linde och Stefan Rudels.